# Codice Ōmi
Il Codice Ōmi (近江令?, Ōmiryō) è una raccolta di regole di governo che si dice sia stato promulgato durante il periodo Asuka del Giappone. Composto da 22 volumi, è considerato il primo codice legale ritsuryō promulgato nel Giappone classico, ma poiché l'originale non esiste più e ci sono poche prove storiche a sostegno della sua esistenza, è in corso un acceso dibattito sulla sua reale esistenza.
L'Ōmi-ryō, composto da 22 volumi, fu promulgato probabilmente nell'ultimo anno del regno dell'imperatore Tenji, nel 668 da Fujiwara no Kamatari. Gli unici riferimenti al codice sono due documenti successivi, il Tōshi Kaden (藤氏家伝?) e il Kōninkakushiki (弘仁格式?):
(Tōshi Kaden)
(Kōninkakushiki)
Tuttavia, sia i registri familiari del clan Fujiwara sia il Kōnin Kakushiki furono compilati in epoca successiva (dall'VIII al IX secolo) e non vi è alcuna traccia dell'istituzione del Codice Ōmi nel libro di storia ufficiale, il Nihon shoki.
Questa raccolta di leggi fu un importante e pionieristico strumento legislativo che portò all'introduzione del sistema Ritsuryō e fu perfezionata in quella che è nota come Asuka Kiyomihara ritsu-ryō del 689 e nel successivo Codice Taihō del 701.